# 児島駅 (下津井電鉄)

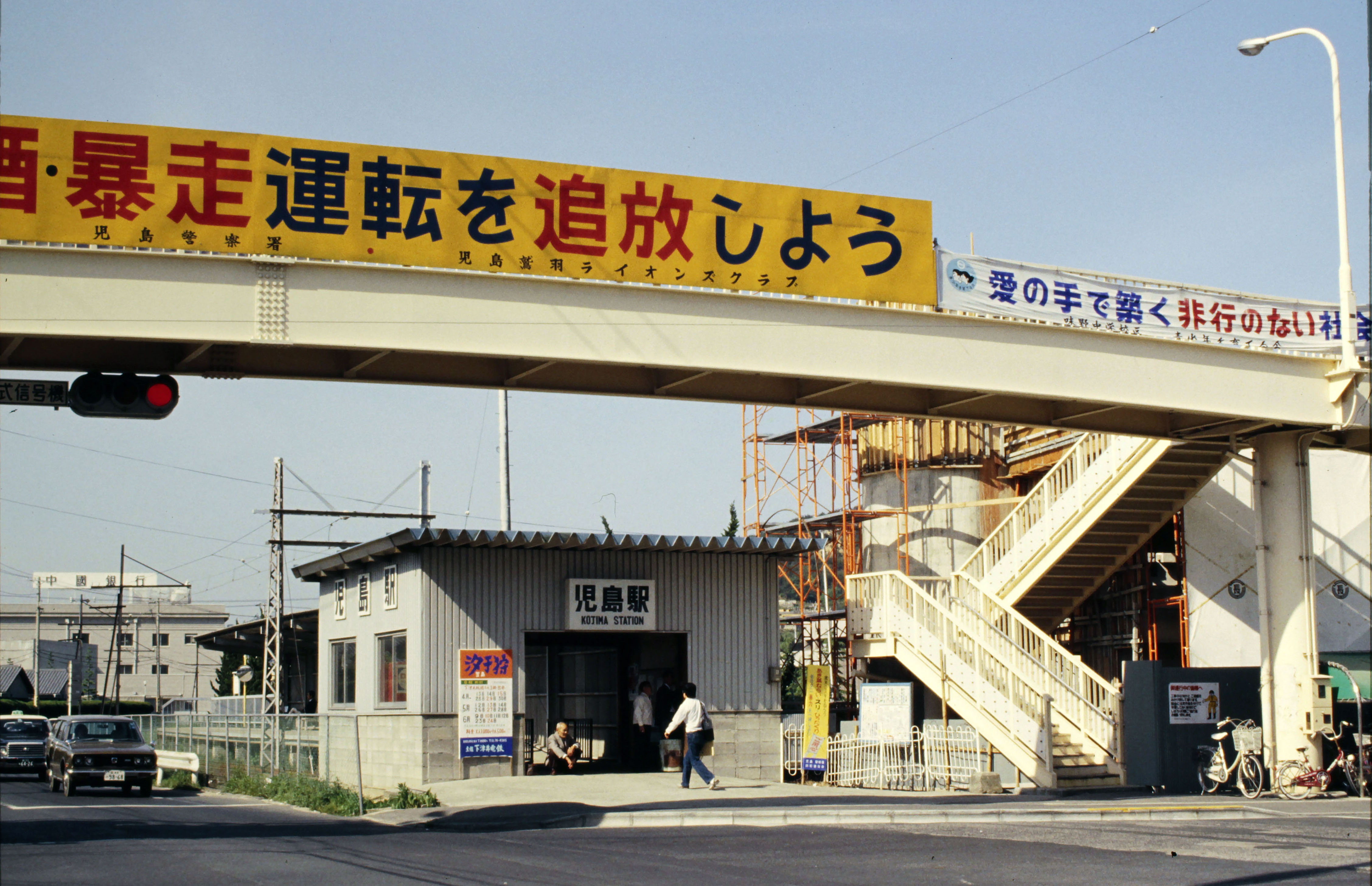
2代目駅舎（1979年）

児島駅（こじまえき）は、かつて岡山県倉敷市児島味野三丁目に存在した下津井電鉄下津井電鉄線の駅（廃駅）である。
JR西日本瀬戸大橋線の児島駅とは別の駅であり、当駅はJR駅から西に約700メートル離れた場所に位置していた。モータリゼーションの進行による乗客の減少のため、1991年（平成3年）1月1日に下津井電鉄線と共に廃止された。

## 歴史
駅の位置は児島 - 茶屋町間廃止後に二度にわたって移動している。

### 年表
- 1912年（明治45年）2月9日：工事施工認可。仮駅名は「本味野」であった[1]。
- 1913年（大正2年）11月11日：味野町駅（あじのまち）として開業（下津井電鉄線茶屋町 - 味野町間の開業と同時）。
  - 当時の所在地表示は岡山県児島郡味野町であった。
- 1914年（大正3年）3月15日：味野町 - 下津井間が開業し、下津井電鉄線が全通。
- 1941年（昭和16年）8月1日：味野駅に改称。
- 1948年（昭和23年）4月1日：児島市成立に伴い、所在地表示が岡山県児島市味野となる[2]。
- 1956年（昭和31年）3月26日：児島駅に改称。この頃、駅舎が鉄筋コンクリート2階建て（一部3階建て・2階には岡山県観光課の営業所が入っていた）の立派な物になった[3]。
- 1967年（昭和42年）：倉敷市（第2次）成立、および住居表示実施により、所在地表示が岡山県倉敷市児島味野一丁目5番30号となる[2][4]。
- 1972年（昭和47年）4月1日：児島 - 茶屋町間を廃止し、同区間の代替バスの運転が開始し児島駅が移転され同時に無人化される。貨物営業廃止、全線を1閉塞区間とするスタフ閉塞式に変更。
- 1976年（昭和51年）
  - 7月1日：児島駅改良工事が始まる。
  - 9月1日：児島バスセンター改造工事と合わせた児島駅改良工事が完成し、下津井方に移設。駅舎はトタン板造りで改札口と待合室だけの簡素な物になり、ホームも1面1線に縮小された[5]。
- 1986年（昭和61年）11月15日：「児島地区カルチャー計画」により駅を下津井方に0.3 km移設[6]、所在地表示が現行のものになる。新駅舎が完成するまでは駅舎なし、小さな待合室とホーム1面1線の仮駅で営業を行い、駅の場所をわかりやすくするため架線柱を利用した看板が高い位置に設置されていた。
- 1988年（昭和63年）3月12日：新駅舎が完成し職員配置駅に変更[6]。ホームは頭端式2面1線。
- 1991年（平成3年）
  - 1月1日：児島駅を含む全線、全駅が廃止され同社の鉄道事業は廃止し、同区間の代替バスの運転が開始される。

## 駅構造

### 1972年部分廃止時
単式ホーム1面1線と島式ホーム1面2線、合計2面3線のホームを持つ地上駅で、1番のりばが駅舎改札口と直結する単式ホーム、2・3番のりばが島式ホームだった。他に貨物側線や留置線もあった。前述の通り、駅舎は鉄筋コンクリート2階建ての立派な物だった。
| のりば | 路線         | 方向 | 行先       |
| ------ | ------------ | ---- | ---------- |
| 1      | 下津井電鉄線 | 上り | 茶屋町方面 |
| 2      | 下津井電鉄線 | 下り | 下津井方面 |
| 3      | 下津井電鉄線 | -    |            |

### 1976年移転時
頭端式ホーム1面1線の地上駅だった。前述の通り、駅舎は移転と併せてトタン板造りで改札口と待合室だけの簡素な物になった。

### 1991年廃止時
頭端式ホーム2面1線の地上駅で、ホーム全体が駅舎と一体になったアーチ状の屋根で覆われた構造だった。壁には巨大な路線案内図が掲示され、ホーム内には街灯や腕木式信号機を象ったオブジェやカフェテラス風のテーブルと椅子、売店、飲料水の自販機、壁に張りつくように設置されたデッキ（下は物置や出札窓口になっている）などが設置されて小さな公園のような雰囲気だった。

## 駅周辺
- JR西日本本四備讃線（瀬戸大橋線）児島駅
- 児島競艇場
- 児島マリンプール
- 旧野崎家住宅
- 児島市民交流センター（旧・倉敷市瀬戸大橋架橋記念館）

## 廃止後
廃止後レールが外された以外はそのままの状態で残されていたが、後に時刻表や運賃表.観光マップなどの掲示類はほとんど撤去されてしまっている。しかし一部のオブジェや駅名標はそのまま残っており、現役当時の姿を偲ぶことができる。しかし廃止後もテナントのような形で営業していた下津井電鉄の旅行センターなども全て閉店してしまったこともあり、一時期は塗装が剥げ、雨漏りがするなど荒廃していたが、2009年（平成21年）8月に壁や天井がアイボリーに塗り直され、さらにその後絵画などを展示するギャラリースペースとして整備された。ホームの一部は観光案内所が貸し出しているレンタサイクルの置き場所になっているほか、ホームから旧線路跡へ降りられるスロープも設置された。なお構内は、金・土・日・祝日および祭日の日中（8：30 - 17：00）を除き立ち入り禁止となっており、その時間帯以外はすぐ北側の市道を通行するようになっていたが、2021年より観光振興のため立ち入り禁止が解除され、日時を問わず利用できるようになった。
初代児島駅があった場所は下電バスの児島バスセンターとして整備されたが1988年にJR児島駅前に移転され、現在は市営駐車場およびバス停となっている。

## 交通アクセス
JR児島駅から歩いて児島市民交流センターの手前、「文化センター交差点」付近。

## ギャラリー

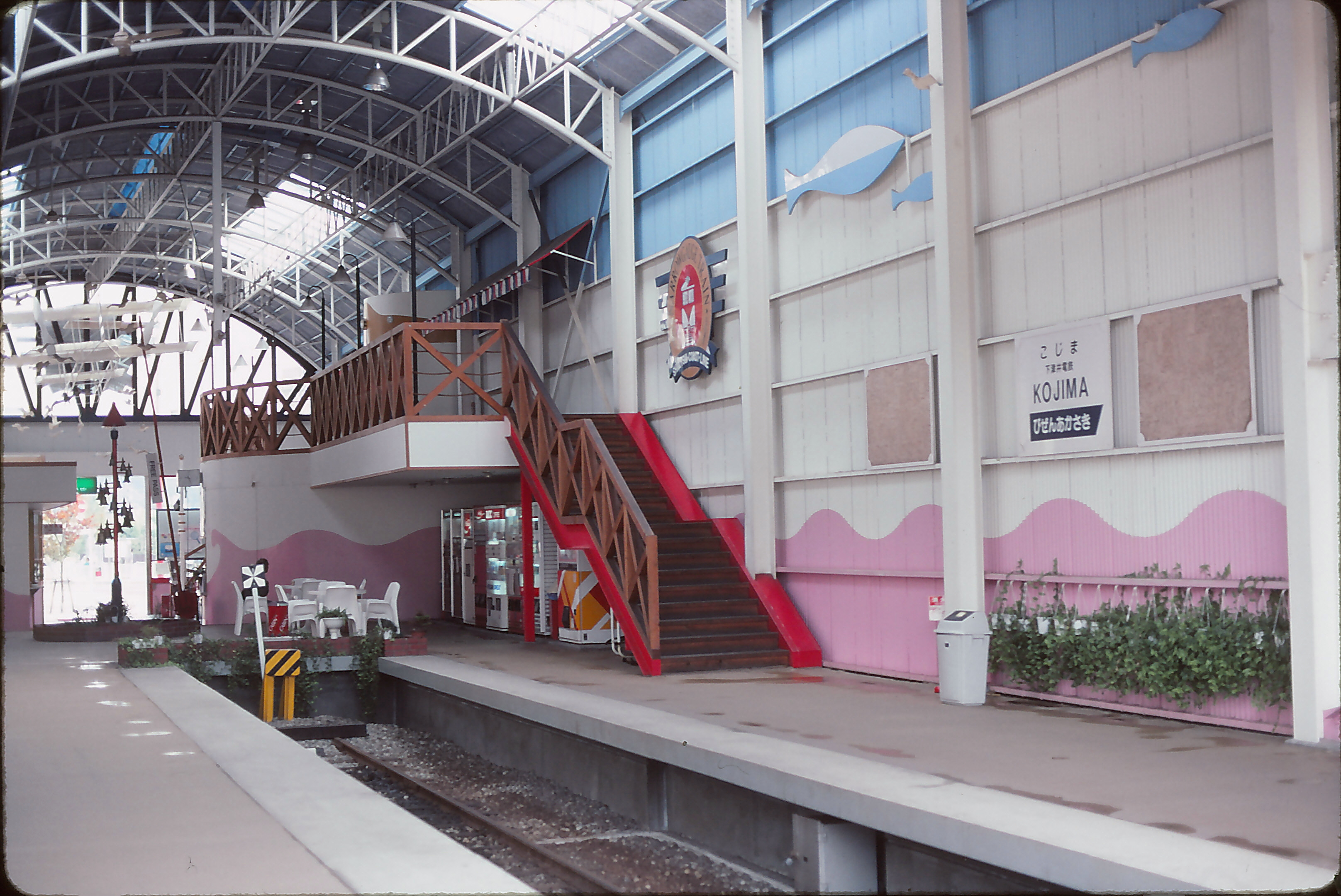
駅構内（1990年）
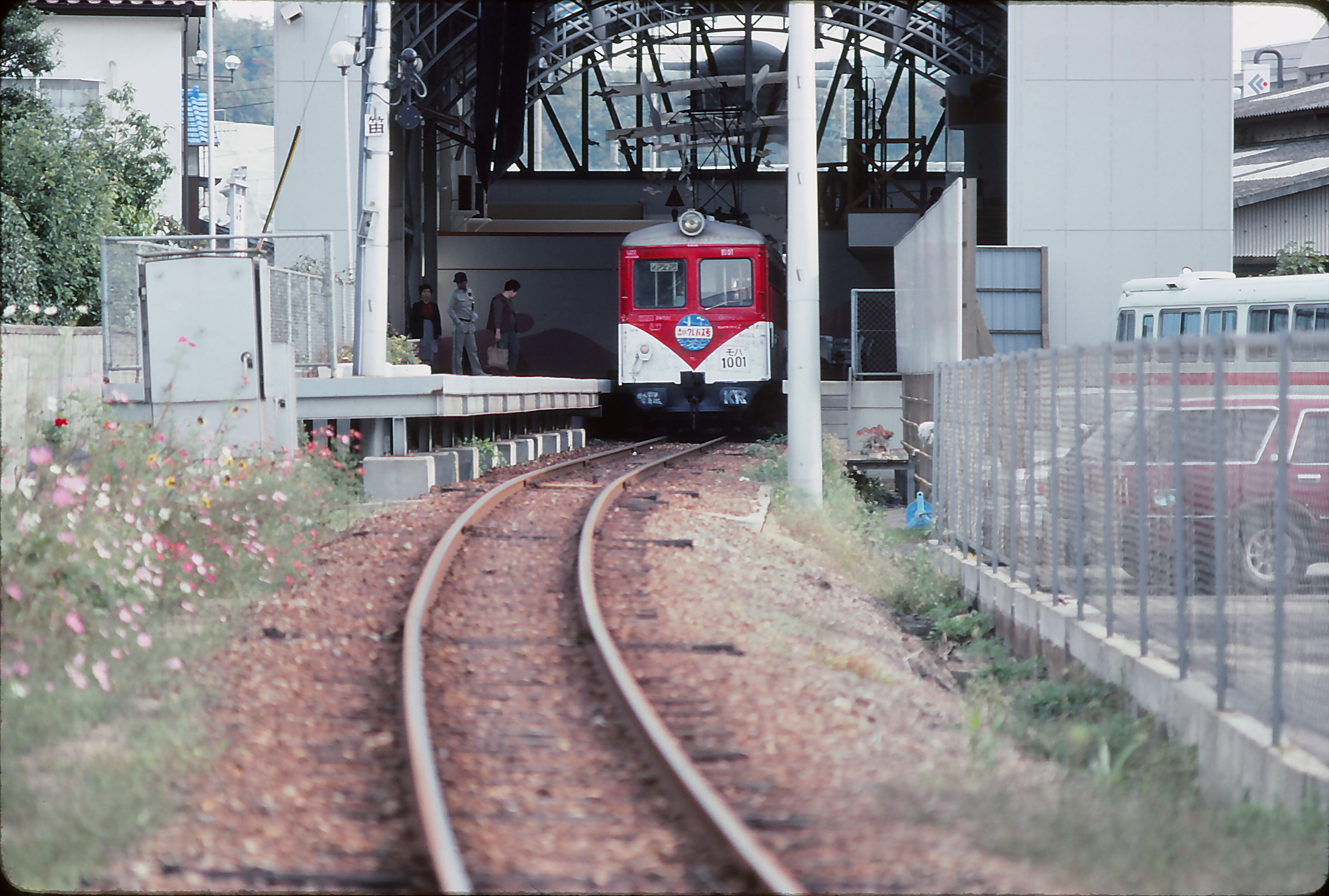
児島駅に停車中の赤いクレパス号（1990年）
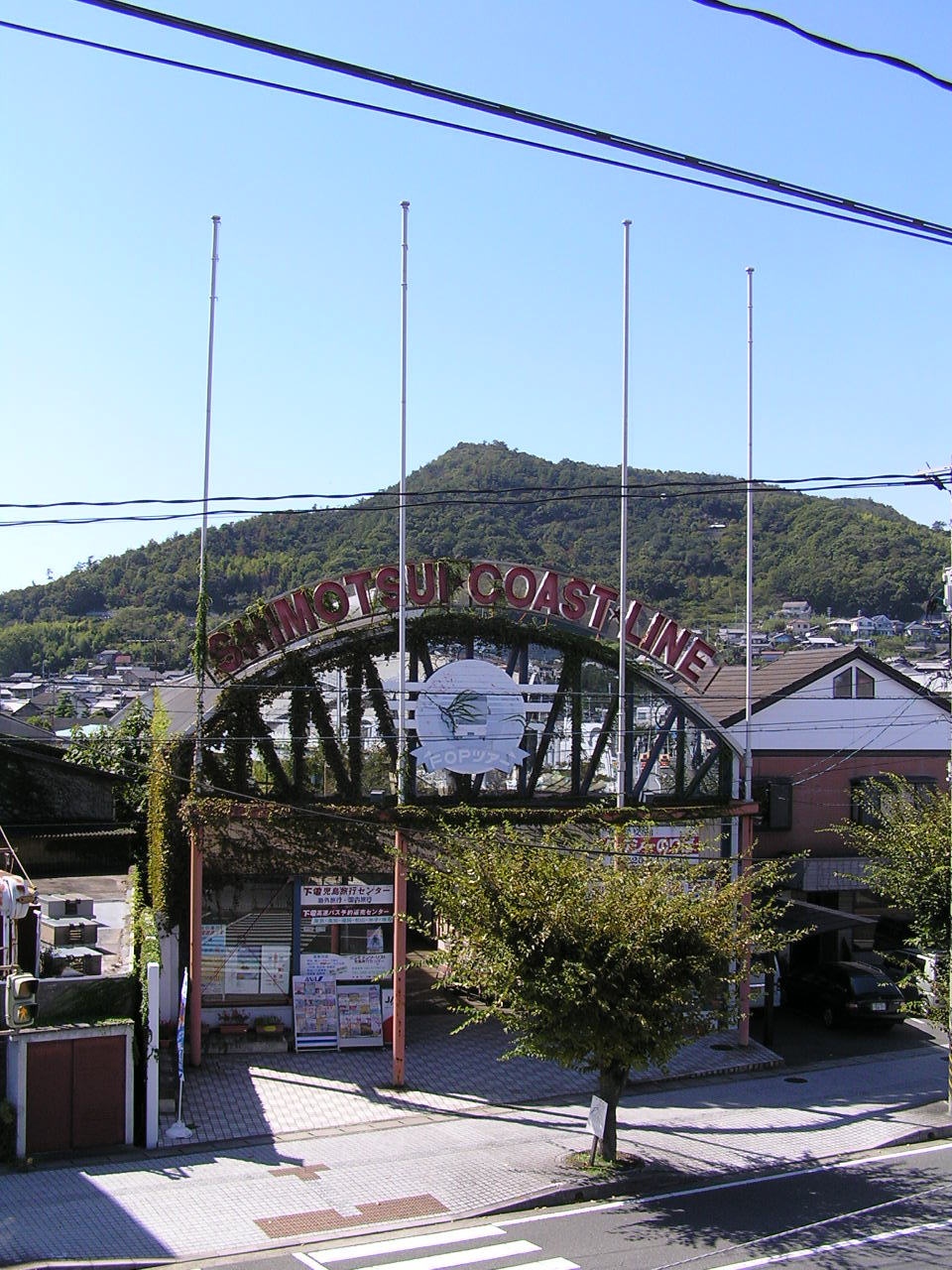
廃止後の駅舎（2007年10月）
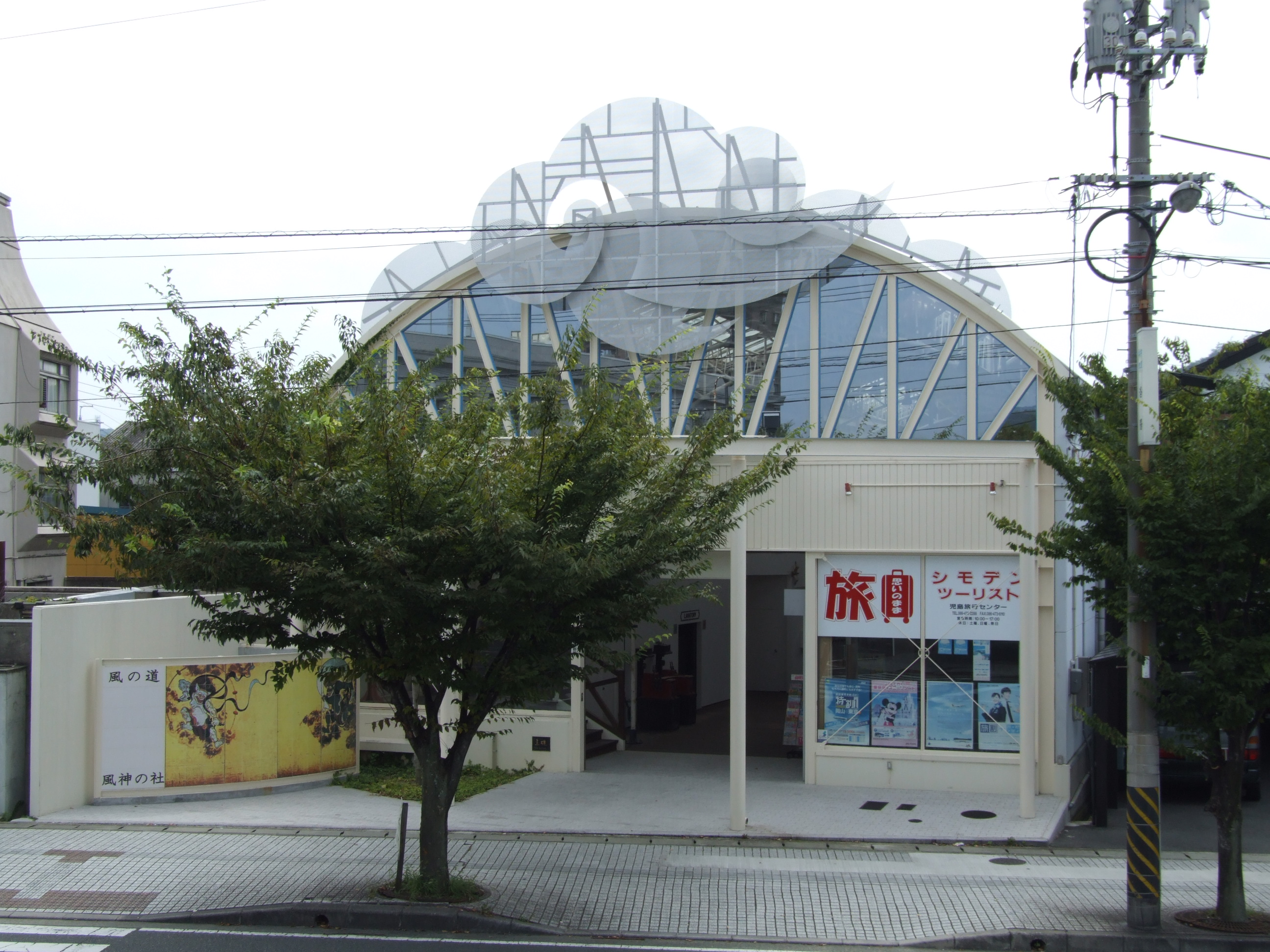
廃止後の駅舎（2009年8月）
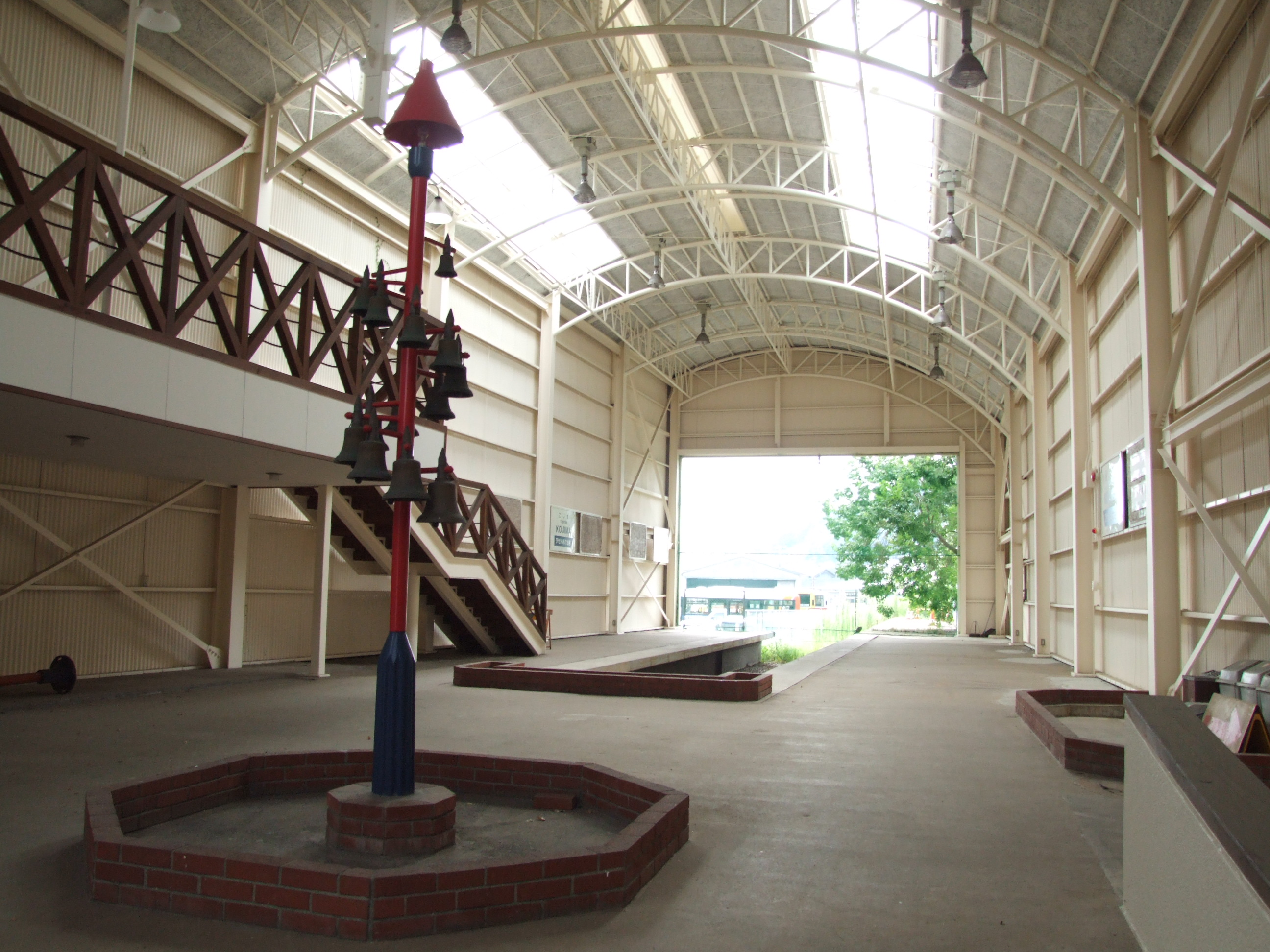
廃止後の駅構（2009年8月）
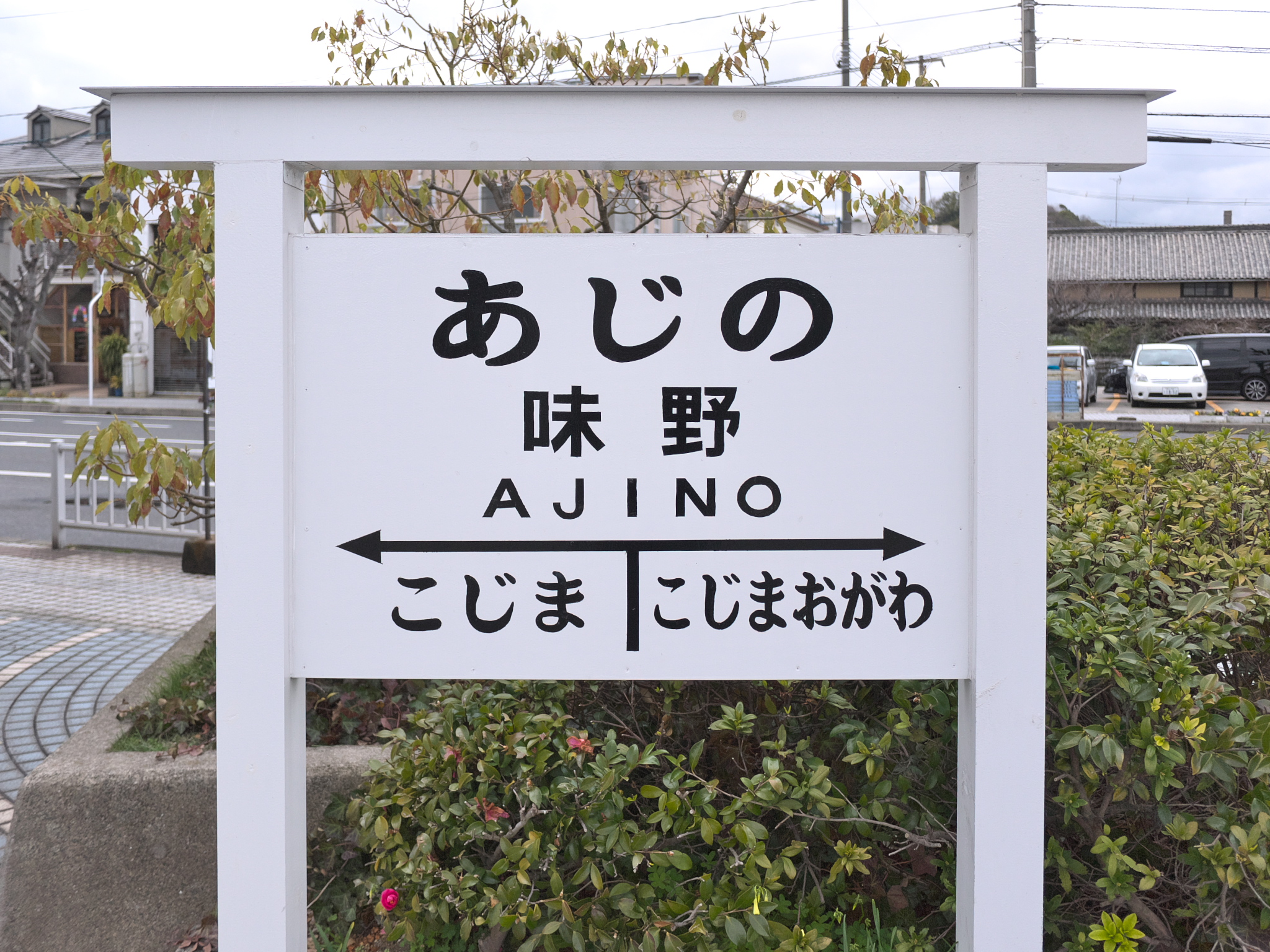
旧味野駅（初代児島駅）跡

## 隣の駅
下津井電鉄
下津井電鉄線
備前赤崎駅 - 児島駅 - 児島小川駅